# فراویکی
فراویکی (به انگلیسی: Metawiki) نام یکی از پروژه‌های خواهر در مجموعهٔ ویکی‌های ایجاد شده توسط بنیاد ویکی‌مدیا است که هدف از آن هماهنگ کردن سایر پروژه‌های خواهر، و تکمیل و رفع عیب نرم‌افزار مدیاویکی است.